# 国立公文書館
独立行政法人国立公文書館（こくりつこうぶんしょかん、英: National Archives of Japan）は、歴史資料として重要な公文書等の適切な保存・利用を図ることを目的として設置された日本の独立行政法人（行政執行法人）。
内閣府が所管し、行政執行法人であるため、職員の身分は国家公務員である。

## 概要
日本政府の付属機関等から移管された歴史資料など重要公文書を一般公開している。所蔵資料は明治以来の公文書が約60万冊（2006年3月現在）・旧内閣文庫約53万冊。公文書を閲覧できるように閲覧室に常設したり常設展や企画展にて公開したりしている。

### 沿革
従来、各官庁の公文書はそれぞれの官庁で保管されてきたが、公文書を保存し公開するため江戸幕府以来の古文書・古書を含む内閣文庫の所蔵資料を移管し、総理府の附属機関として東京都千代田区北の丸公園に国立公文書館を1971年（昭和46年）に開館した。
国立公文書館法に基づき2001年（平成13年）に独立行政法人化。行政執行法人（旧・特定独立行政法人）であるため、職員の身分は国家公務員となっている。
1998年に茨城県つくば市の筑波研究学園都市内につくば分館を設置。2001年には館の組織としてアジア歴史資料センターが開設された。同センターはデジタルアーカイブとしてインターネットなどを通じてアジア歴史資料を提供することを目的としているため、閲覧室は設けていない（同センターの事務所は東京都文京区本郷にある）。
2016年5月26日の衆議院議院運営委員会小委員会で、新国立公文書館として憲政記念館の敷地に建設することを決定した。

### 歴代館長
- 岩倉規夫 1971年-
- 菅野弘夫 1981年-
- 小玉正任 1987年-
- 稲橋一正 1992年-
- 高岡完治 1998年-
- 菊池光興[7] 2001年-
- 高山正也 2009年-
- 加藤丈夫 2013年-
- 鎌田薫 [3] 2021年-

## 所蔵資料
主なものは次のとおり。
- 公文書
公文書館の開設以降は、各官庁での保存期限が過ぎた文書のうち重要なものを公文書館に移管している。関東大震災、戦災などで失われた文書もあり、全ての記録が保存されている訳ではない。公文書館に移管された文書でも、個人情報に関する場合は、公開を制限・禁止しているものがある。なお、外交関係の公文書については外務省外交史料館[8]、明治期以来の旧陸 · 海軍関係の公文書については防衛省防衛研究所戦史研究センター史料室[9]、皇室関係の公文書については宮内庁書陵部で[10]、それぞれ所蔵している。
  - 天皇が署名した日本の憲法（大日本帝国憲法、日本国憲法）及び証書の原本をはじめ[11]、法律、政令などの原本
  - 明治以降、各官庁で作成され、公文書館に移管された公文書
- 内閣文庫
内閣文庫の所蔵資料は、江戸城の紅葉山文庫[12]や昌平坂学問所から引き継いだ古書・古文書をはじめ、太政官の公文書、政府が収集した古文書・洋書などを含む貴重な資料群である。
- 寄贈・寄託文書
公文書ではないが個人や団体から寄贈された貴重な書類や書籍などが所蔵されている。書類だけでなく竹下登（内閣総理大臣）が所持していた元号「平成」の奉書紙なども寄贈されている[13]。

## 所在地情報
所在地
- 東京都千代田区北の丸公園3番2号

交通
- 鉄道
  - 竹橋駅（東京メトロ東西線）より徒歩5分

## 指定文化財
独立行政法人国立公文書館所有の重要文化財は以下のとおりである。
- 法曹類林 3巻[15]
- 本朝続文粋 13巻[16] - 『本朝文粋』に倣って、後一条天皇から崇徳天皇までの約120年間に作られた優れた漢詩文232編を蒐集・分類した、平安時代の漢文学の隆盛を今に伝える漢詩文集の一つ。本書は現存最古の写本で、金沢文庫の創始者・北条実時が1272年（文永9年）に書写させた。『本朝続文粋』は明治時代まで写本のみで伝来したため、誤記・異同が多く、古い時代のものが完本として伝えられるのは珍しい。
- 宋版廬山記 5冊[17]
- 元版全相平話 5冊[18] - 元時代の至治年間（1321年-23年）に刊行。中国の歴史上の出来事をフィクションを交えながら面白く講談した大衆向けの歴史物語。「武王伐紂書」3巻、「楽毅図斉七国春秋後集」3巻、「秦併六国平話」3巻、「前漢書続集」3巻、「三国志」3巻の5種類を収録。本書は現存する唯一の版本で、中国文学史や書誌学の貴重な資料として世界的に知られる。題名の「全相」とは全てのページに挿絵があること、「平話」とは歴史を専門に語る講談のこと。紅葉山文庫旧蔵。
- 宋版周易新講義 3冊[19]
- 宋版子略 1冊[20]
- 宋版史略 2冊[21]
- 宋版東坡集 12冊[22]
- 宋版淮海集 10冊[23]
- 管見抄 9冊[24]
- 宋版鉅宋広韻 5冊[25]
- 宋版豫章先生集 7冊[26]
- 宋版頴浜先生大全文集 15冊[27]
- 宋版平斎文集 12冊[28]
- 宋版梅亭先生四六標準 19冊[29]
- 国絵図並びに郷帳 127鋪85冊 紅葉山文庫伝来
  - 元禄国絵図8鋪[30]、天保国絵図119鋪[31]、天保郷帳85冊[32]
  - 附：元禄国絵図写8鋪[30]、天保国絵図縮図写12鋪[31]、天保郷帳写19冊、桐箱（天保九年勘定所墨書）4合
- 正保城絵図 63鋪 紅葉山文庫伝来[33]
- 朽木家古文書（1,066通） 38巻13冊9通[34]
- 諸宗末寺帳[35] 34冊9通 附：入目録（内一通貞享元年）2通
- 間宮林蔵北蝦夷等見分関係記録 14帖7鋪
  - 北蝦夷島地図并凡例（文化七年七月）1帖7鋪[36]、北夷分界余話（文化八年三月）10帖[37]、東韃地方紀行（文化八年三月）3帖[38]
- 吾妻鏡（北条本）51冊[14]
- 北槎聞略 12冊2巻1帖9鋪 - 18世紀末ロシア大黒屋光太夫[39]
- 貞享暦（巻四補写本） 7冊 渋川春海筆[40]
- 庶物類纂 465冊[41]、庶物類纂図翼 28冊[42] - 加賀藩主前田綱紀が稲生若水に編纂させた博物書
- 阿蘭陀本草和解 2冊[43] - 野呂元丈抄訳 自寛保元年三月至寛延三年三月書写奥書
- 大乗院寺社雑事記 尋尊記1巻122冊、政覚記38冊、経尋記23冊 - 興福寺大乗院門跡の日記[44]
- 経覚私要鈔 82冊 - 興福寺大乗院門跡の日記[45]
- 三箇院家抄 4冊 - 興福寺大乗院門跡関係の記録[46]
- 尋憲記 12冊[47]
- 公文録（図表共）並びに索引[14]　4146冊1301点 - 太政官が各省と収受した明治元年-18年の公文書を、省庁別・年次別に編集したもの
- 江戸幕府書物方関係資料[14] 留帳16冊、日記209冊、御触留6冊、重訂御書籍目録31冊、御文庫始末記1冊、御書物方年譜覚書1冊[48][49]

## 国立公文書館つくば分館

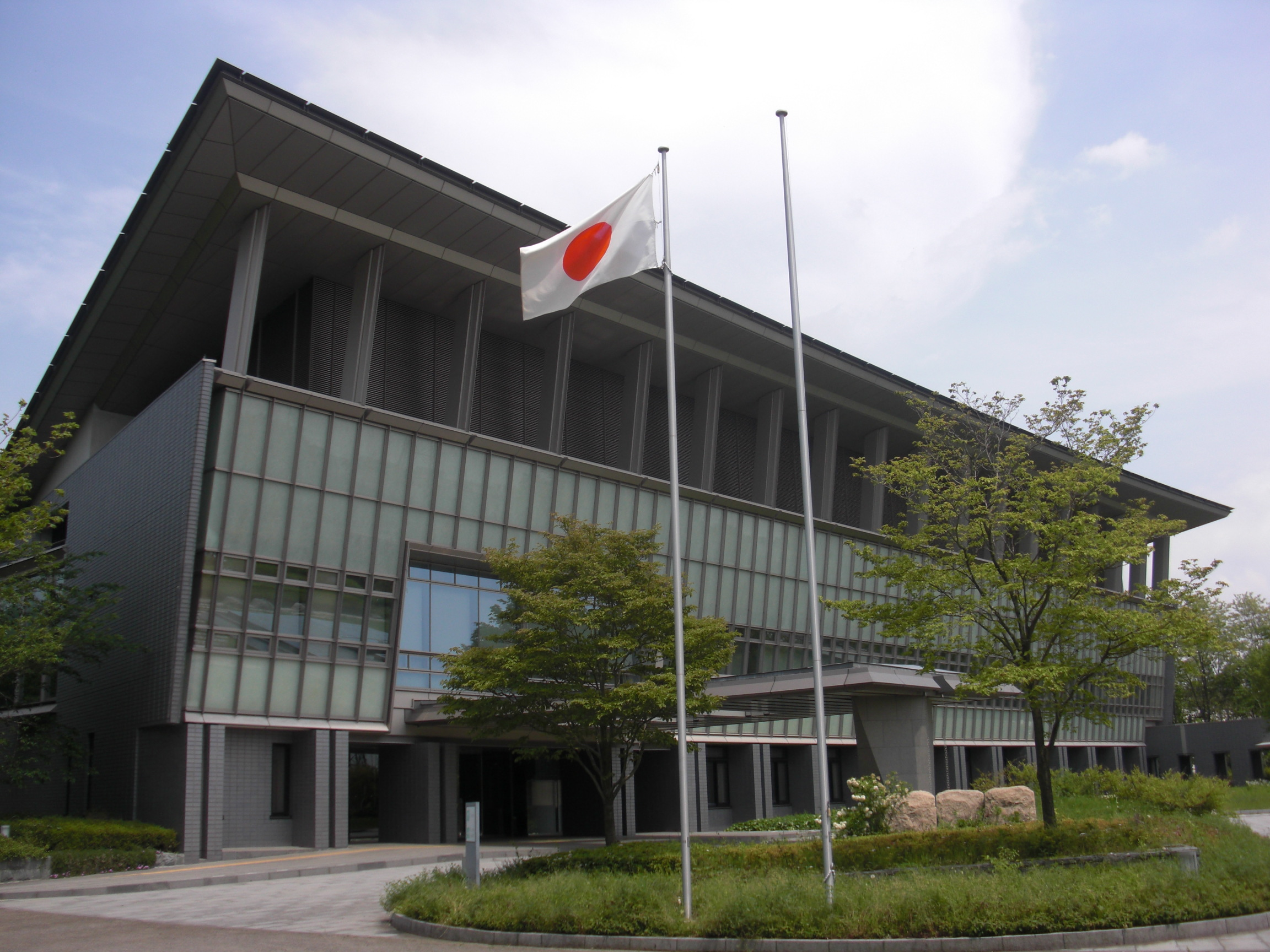
分館（茨城県つくば市・）

筑波研究学園都市である茨城県つくば市に分館を構える。移管文書の受け入れや燻蒸などは分館が行う。閲覧室は2020（令和2）年9月1日に廃止され、現状ではバックヤード機能に特化する。
茨城県つくば市上沢6-6。つくバス「つくばウェルネスパーク」停留所下車。